# Verbindungskanal (Emden)
Der Verbindungskanal ist eine Wasserstraße am östlichen Stadtrand von Emden. Er verbindet den Ems-Jade-Kanal mit dem Ems-Seitenkanal und dem Fehntjer Tief.
Der Kanal wurde als Ergänzung zum Dortmund-Ems-Kanal errichtet, um der Binnenschifffahrt den Weg durch den Emder Hafen zu ersparen. Er ist 2,0 Kilometer lang, 15 bis 20 Meter breit und 1,7 bis 2,0 Meter tief. Die geringste Durchfahrtshöhe beträgt 2,9 Meter. Aufgrund dieser Abmessungen wird der Verbindungskanal heute nur noch von der Sportschifffahrt und für Ausflugsfahrten genutzt. Südlich des Fehntjer Tiefs befinden sich die Bootsstege von zwei Wassersportvereinen und einer Bootswerkstatt.
Für den Betrieb und die Unterhaltung des Verbindungskanals ist der Niedersächsische Landesbetrieb für Wasserwirtschaft, Küsten- und Naturschutz zuständig.

## Verbindungsschleuse
Der Höhenunterschied zwischen dem Ems-Seitenkanal und dem Ems-Jade-Kanal wird durch eine Schleuse ausgeglichen. Die Schleusenkammer ist 65 Meter lang, 8 Meter breit und hat ein zusätzliches Mitteltor. Die Fallhöhe beträgt 2,4 Meter. Die Schleuse und die einzige Klappbrücke des Kanals werden von der Emder Kesselschleuse aus bedient und überwacht.